# Bungwe (Bungwe)
Bungwe ist eine von vier Zellen (Verwaltungseinheiten 4. Ebene) im Sektor Bungwe des Distrikts Burera in der Nordprovinz von Ruanda. Sie liegt auf einer Höhe von etwa 2310 m. Nachbarzellen sind im Norden Bushenya, im Nordosten Nyamiyaga, im Osten Gishambashayo, im Süden Tumba und im Nordwesten Mudugari. Durch die Zelle führt eine District Road etwa in Nord-Süd-Richtung.